# Lazaros Voreadis
Lazaros Voreadis (Salônica, 18 de julho de 1960) é um árbitro de basquetebol conhecido por fazer o juramento olímpico na cerimônia de abertura dos Jogos Olímpicos de Verão de 2004.